# Akane
Akane (jap. あかね, アカネ) – żeńskie imię japońskie.

## Możliwa pisownia
Akane można zapisać używając różnych znaków kanji i może znaczyć m.in.:
- 茜, „marzana”[1]
- 明音, „jasny/lśniący dźwięk”

## Znane osoby
- Akane Ogura (アカネ), japońska mangaka
- Akane Ōmae (茜), japońska seiyū
- Akane Takayanagi (明音), japońska piosenkarka, członkini grupy SKE48

## Fikcyjne postacie
- Akane Fujita (アカネ), bohaterka mangi i anime Futari wa Pretty Cure
- Akane Hyakuya (茜), bohaterka mangi i anime Owari no Seraph
- Akane Higurashi (あかね), bohaterka anime My-HiME, w anime My-Otome jej imię zmieniono na Akane Soir
- Akane Hino (あかね) / Cure Sunny, jedna z głównych bohaterek mangi i anime Smile Pretty Cure!
- Akane Kimidori (あかね), bohaterka mangi i anime Dr. Slump
- Akane Kobayashi (あかね), bohaterka mangi, anime i OVA Doki Doki School Hours
- Akane Sonozaki (茜), bohaterka serii Higurashi no naku koro ni
- Akane Takigawa (あかね), bohaterka mangi i anime Cross Game
- Akane Tendō (あかね), jedna z głównych bohaterek mangi i anime Ranma ½
- Akane Owari (終里 赤音), bohaterka gry „Super Danganronpa 2”
- Akane Kurashiki (倉式 茜), bohaterka serii gier „Zero Escape"
- Akane Kurokawa (黒川 茜), bohaterka mangi i anime Oshi no ko